# Filippinsk debut
Debut är inom filippinsk sed ett mognadsfirande för flickor-unga kvinnor. Det påminner om latinamerikanska Quinceañera, som firas på 15-årsdagen, men firas på 18-årsdagen, som i Filippinerna är den dag då man blir myndig.
Bland de viktigare danserna i firandet finns Stora kotiljongdansen och de 18 rosornas dans. Män firar vid 23-årsåldern, men firandet är mindre formellt.

## Film
Den filippinska debuten skildrades 2001 i lågbudgetfilmen The Debut med Dante Basco.

### Fotnoter
1. ↑  "The Debut" - A Filipino American movie Arkiverad 17 oktober 2007 hämtat från the Wayback Machine.